# Slogan (heráldica)

O slogan CREAG AN TUIRC aparece no emblema de timbre de um membro do Clã MacLaren.

 Um slogan é usado na heráldica escocesa como um lema ou um mote secundário. Ele usualmente aparece acima do timbre em um brasão de armas, embora algumas vezes ele apareça como um mote secundário embaixo do escudo. A palavra slogan data de 1513, embora ela é uma variante do antigo slogorn, que foi uma anglicanização do gaélico-escocês sluagh-ghairm.

## Lemas e heráldica
A palavra slogan data de 1513. Ela é uma variante do antigo slogorn, que foi uma anglicanização do gaélico-escocês sluagh-ghairm (sluagh "exército", "tropa" + gairm "grito"). Slogans são usados em heráldica, mais notavelmente na heráldica escocesa. Slogans da heráldica escocesa são usados como motes, ou motes secundários. Slogans geralmente aparecem acima do timbre em um brasão de armas, ainda que algumas vezes eles aparecem como um mote secundário embaixo do escudo. Pode haver diversas origens possíveis para os motes usados na heráldica, contudo, slogans são considerados de terem se originado de gritos de guerra. Há diversos motes heráldicos notáveis que são pensados se originarem de gritos de guerra. Por exemplo, o brasão real de armas do Reino Unido contém o mote DIEU ET MON DROIT ("Deus e meu direito") que foi pensado ser originado como um grito de guerra, como o mote MONTJOYE SAINT-DENIS que apareceu no antigo brasão de armas francês (este mote se refere ao oriflama, o estandarte real dos reis da França, que foi mantido na Basílica de Saint-Denis). Diversos motes encontrados na heráldica irlandesa, que terminam com um boo, são também pensados terem se originado como gritos de guerra. Exemplos de motes irlandeses são CROM A BOO dos condes Fitzgerald de Leinster; e SHANET A BOO dos condes Fitzgerald de Desmond.
Nem todos os slogans são pensados atualmente serem gritos de guerra autênticos. Muitos slogans pertencentes aos chefes dos clãs escoceses foram registrados recentemente na Corte do Lord Lyon. Algumas vezes os slogans são meramente um nome, tais como A HOME A HOME A HOME dos Homes, outros se referem a um ponto de reunião do clã, como CRUACHAN dos Campbells, alguns slogans se referem a um proeminente homem do clã com os Maclean Fear eile airson Eachuinn ("Outro para Hector"). Pelo menos em um caso, um santo padroeiro é usado como um slogan, como em St Bennet and Set On dos Setons. As armas de Grant usam dois slogans (ou motes): CRAIG ELACHAIDH (que aparecem acima do timbre), e STANDFAST (que aparece embaixo de um pergaminho embaixo do escudo). Algumas vezes um slogan do chefe do clã aparece em seu emblema de timbre escocês e em consequência nos timbres usados pelos membros de seu clã. Em alguns casos o slogan do chefe também aparece em seu estandarte, guidão e pincel.

## Referência
- Adam, Frank; Innes of Learney, Thomas (1970). The Clans, Septs & Regiments of the Scottish Highlands 8th ed. Edinburgh: Johnston and Bacon
- Campbell of Airds, Alastair (2002). A History of Clan Campbell: Volume 2: From Flodden to the Restoration. Edinburgh: Edinburgh University Press. ISBN 1-902930-18-5
- Fox-Davies, Arthur Charles; Johnston, Graham (2007). A Complete Guide to Heraldry. [S.l.]: Skyhorse Publishing Inc. ISBN 1-60239-001-0
- Innes of Learney, Thomas (1971). The Tartans of the Clans and Families of Scotland 8th Edition (1975 reprint) ed. Edinburgh: Johnston and Bacon Publishers. ISBN 0-7179-4501-4
- MacKinnon, Charles (1995). Scottish Highlanders. [S.l.]: Barnes & Noble Publishing. ISBN 0-88029-950-9
- Merriam-Webster (2003). Merriam-Webster's Collegiate Dictionary 11th ed. [S.l.]: Merriam-Webster. ISBN 0-87779-809-5
- Woodcock, Thomas; Robinson, John Martin (1988). The Oxford Guide to Heraldry. [S.l.]: Oxford University Press. ISBN 0-19-280226-7